# Тамер, Улькю
Улькю Тамер (20 февраля 1937, Газиантеп — 1 апреля 2018, Бодрум) — турецкий поэт, переводчик, писатель

 и журналист. Представитель творческого направления «Второе новое».

## Биография
Родился 20 февраля 1937 года в Газиантепе. В 1958 году окончил Роберт-колледж в Стамбуле. Ещё во время учёбы в колледже опубликовал свои первые произведения и зарабатывал, работая переводчиком. В 1959 году опубликовал свой первый сборник, получивший название «Под холодной травой» (тур. Soğuk Otların Altında).
После окончания колледжа изучал право, затем учился на журналиста в Стамбульском университете, но не окончил его. Одновременно с учёбой публиковался в таких изданиях, как «A Dergisi», «Milliyet» и «Varlık».
Писал короткие истории и поэмы. Помимо этого, перевёл на турецкий язык более 70 различных произведений, в том числе пьесу Антона Чехова «На большой дороге», «Мифологию» Эдит Гамильтон, и «Гарри Поттер и философский камень». Самое известное произведение Тамера — опубликованные в 1965 году «Приключения запятой» (тур. Virgülün Başından Geçenler).
Умер 1 апреля 2018 года в Бодруме.

## Работы, изданные на русском языке
- Тамер У. Прощай, солнечный лучик! / пер. с тур. К. Белова. — Детская литература. Москва, 1980.